# Il fantasma del regime
Il fantasma del regime (Aleluia, Gretchen) è un film brasiliano del 1976 diretto da Sylvio Back.

## Trama
Una famiglia tedesca emigra in Brasile all'inizio degli anni Trenta. I suoi membri, con l'avvento del nazismo in Germania, ne sposano la causa e iniziano a raccogliere adepti, usando come copertura l'albergo da loro aperto.

## Distribuzione
Fu presentato al Chicago international Film Festival. Inoltre concorse al Festival di Berlino 1976 in rappresentanza del Brasile.

## Curiosità
- La cantante Gretchen ha preso ispirazione dal titolo originario del film per la scelta del nome d'arte.